# Sutherland (Nebraska)
Sutherland é uma vila localizada no estado americano de Nebraska, no Condado de Lincoln.

## Demografia
Segundo o censo americano de 2000, a sua população era de 1129 habitantes.
Em 2006, foi estimada uma população de 1237, um aumento de 108 (9.6%).

## Geografia
De acordo com o United States Census Bureau, a localidade tem uma área de 2,4 km², sem área coberta por água.

## Localidades na vizinhança
O diagrama seguinte representa as localidades num raio de 36 km ao redor de Sutherland.